# Flaga obwodu czelabińskiego
Flaga obwodu czelabińskiego (NHR:898) – prostokątny materiał w proporcjach (szerokość do długości) – 2:3, koloru czerwonego, na którym znajduje się podłużny pas koloru żółtego oddalony od dolnego brzegu materiału o 1/6 szerokości materiału. Szerokość pasa wynosi 1/6 szerokości materiału. W środku flagi jest umieszczony biały wielbłąd z żółtym ładunkiem. Flaga została zatwierdzona 27 grudnia 2001 r.
Zasadniczą część flagi stanowi biały (symbol: dobroci, czystości, sprawiedliwości, wielkoduszności) wielbłąd z żółtym ładunkiem – mocne i szlachetne zwierzę, wywołujące szacunek i uosabiające mądrość, sędziwość, pamięć, wierność, cierpliwość i władzę nad żywiołami, symbolizuje Ural, jego piękno i bogactwo podziemnych rud. Żółty pas, na którym on stoi, to symbol styku dwóch kontynentów: Europy i Azji. Kolor czerwony to kolor: życia, miłosierdzia i miłości, symbolizuje męstwo, siłę, ogień, uczucia, piękno i zdrowie oraz ukazuje uprzemysłowienie regionu (hutnictwo).